# Darcya reliquiarum
Darcya reliquiarum är en grobladsväxtart som först beskrevs av D'arcy, och fick sitt nu gällande namn av Billie Lee Turner och C. Cowan. Darcya reliquiarum ingår i släktet Darcya och familjen grobladsväxter. Inga underarter finns listade i Catalogue of Life.